# Ercole Gualazzini
Ercole Gualazzini (San Secondo Parmense, 22 juni 1944) was een Italiaans wielrenner. Hij wist in alle drie de grote rondes een etappe te winnen. Naast deze 7 etappes in grote rondes, wist hij onder anderen ook de Ronde van Lombardije voor beloften, de Ronde van Indre en Loire en Sassari-Cagliari te winnen. Hij is de grootvader van voetballer Alberto Cerri.

## Palmares
1965
Ronde van Lombardije voor beloften
1969
Etappe 18a Ronde van Spanje
1970
1e en 3e etappe Ronde van Indre en Loire
Eindklassement Ronde van Indre en Loire
1971
3e etappe Ronde van Italië
1972
Etappe 3a Ronde van Frankrijk
1973
Etappe 6a Ronde van Sardinië
1974
15e etappe Ronde van Italië
1e etappe Ronde van Frankrijk
1976
17e etappe Ronde van Italië
1977
Sassari-Cagliari
15e etappe Ronde van Italië

### Resultaten in voornaamste wedstrijden
| Jaar | Ronde van Italië | Ronde van Frankrijk | Ronde van Spanje |
| ---- | ---------------- | ------------------- | ---------------- |
| 1965 |                  |                     |                  |
| 1966 |                  |                     |                  |
| 1967 |                  |                     |                  |
| 1968 |                  |                     |                  |
| 1969 | 69e              |                     | 63e (1)          |
| 1970 |                  |                     |                  |
| 1971 | opgave (1)       |                     |                  |
| 1972 |                  | opgave (1)          |                  |
| 1973 | 101e             |                     |                  |
| 1974 | 96e (1)          | opgave (1)          |                  |
| 1975 |                  |                     |                  |
| 1976 | opgave (1)       | opgave              |                  |
| 1977 | opgave (1)       |                     |                  |
| 1978 |                  |                     |                  |

| Jaar | Milaan-San Remo | Gent-Wevelgem | Amstel Gold Race | Trofeo Laigueglia | Sassari-Cagliari | Milaan-Vignola |
| ---- | --------------- | ------------- | ---------------- | ----------------- | ---------------- | -------------- |
| 1965 |                 |               |                  |                   |                  |                |
| 1966 |                 |               |                  | 31e               |                  | 15e            |
| 1967 |                 |               |                  | 64e               |                  | 16e            |
| 1968 |                 |               |                  | 4e                | 7e               | 4e             |
| 1969 |                 |               |                  |                   |                  |                |
| 1970 | 92e             |               | 34e              |                   | 4e               |                |
| 1971 |                 | 88e           |                  |                   |                  | 111e           |
| 1972 |                 |               |                  |                   |                  | 13e            |
| 1973 |                 |               |                  |                   |                  | 62e            |
| 1974 | 25e             |               |                  |                   | 14e              |                |
| 1975 |                 |               |                  |                   |                  | 21e            |
| 1976 |                 |               |                  |                   |                  |                |
| 1977 |                 |               |                  |                   | Goud             | 11e            |
| 1978 |                 |               |                  |                   | 6e               |                |

Bellini ·
Bertoglio ·
Borghetti ·
De Muynck ·
E. De Vlaeminck ·
R. De Vlaeminck ·
Di Lorenzo ·
Gualazzini ·
Lualdi ·
Panizza ·
Parecchini ·
Passuello ·
Pecchielan ·
Rota ·
Sercu ·
Turrini ·
Van der Slagmolen ·
Van Lint
Bellini ·
Bonalanza ·
De Geest ·
De Muynck ·
E. De Vlaeminck ·
R. De Vlaeminck ·
Gualazzini ·
Lualdi ·
Osler ·
Panizza ·
Parecchini ·
Passuello ·
Sercu ·
Turrini ·
Van der Slagmolen
Bellini ·
Borgognoni ·
Crepaldi ·
De Geest ·
De Muynck ·
De Vlaeminck ·
De Witte ·
Gualazzini ·
Lualdi ·
Osler ·
Parecchini ·
Passuello ·
Sercu ·
Turrini ·
Van der Slagmolen · 
Zoni